# Kalînivka, Bahmaci
Kalînivka (în ucraineană Калинівка) este un sat în comuna Halîmonove din raionul Bahmaci, regiunea Cernihiv, Ucraina.

## Demografie
Componența lingvistică a localității Kalînivka
     Ucraineană (96,99%)
     Rusă (3,01%)
Conform recensământului din 2001, majoritatea populației localității Kalînivka era vorbitoare de ucraineană (96,99%), existând în minoritate și vorbitori de rusă (3,01%).